# 從五品
從五品是中国、朝鮮、越南、琉球古代官位的一个级别，属于次于正五品、高于正六品的官员，在多数朝代为管县区域的官员。在中國古代，五品位階是身份地位一個重要分水嶺，從五品稱「通貴」，正五品稱「貴人」，升至五品以上官職才算是躋身社會上流階層之列。

## 中國

### 隋
- 各司侍郎，治书侍御史，内给事，都水使者，国子博士，州长史，鹰击郎将

### 唐朝

#### 文武官
- 从五品上：尚书左右司诸司郎中、秘书丞、著作郎、太子洗马、殿中丞、亲王府副典军、下都督府/上州长史、下州别驾
- 从五品下：大理正、太常丞、太史令、内给事、上牧监、下都督府/上州司马、驸马都尉、奉车都尉、宫苑总监、上府果毅都尉

#### 封爵
- 从五品上：开国男
- 从五品：乡君（外命妇）

#### 散官
- 从五品上：朝请大夫、游骑将军
- 从五品下：朝散大夫、游击将军、归德郎将

#### 勋
- 骑都尉

### 宋
- 集英殿修撰，太常少卿、宗正少卿，秘书少监，内客省使，延福宫使，景福殿使，太子左、右庶子，枢密都承旨，中亮、中卫、翊卫、亲卫大夫，殿前马、步军都虞候，防御使，捧日、天武、龙神卫四厢都指挥使，团练使，诸州刺史，驸马都尉
- 骑都尉
- 朝请大夫、游骑将军、朝散大夫、游击将军

### 金
- 六部郎中

### 元
- 六部郎中，知州

### 明朝

#### 文武官
- 六部：员外郎
- 詹事府：左右谕德、洗马
- 翰林院：侍读学士、侍讲学士
- 鸿胪寺：鸿胪寺左右少卿、尚宝司少卿
- 都转运盐副使
- 盐课提举司提举
- 市舶提举司提举
- 地方官：知州
- 武官：五军都督府经历司经历、镇抚司镇抚、王府仪卫司仪卫副、千户所副千户、宣抚司副使、安抚司安抚使、招讨司招讨使

#### 散官
- 升授阶：奉直大夫、武毅将军
- 初授阶：奉训大夫、武略将军
- 勋阶：协正庶尹、飞骑尉

### 清朝

#### 文武官
- 翰林院侍读、翰林院侍讲、司经局洗马、鸿胪寺少卿、监察御史、员外郎
- 知州、运盐司运副、盐课司提举
- 四等侍卫、委署前锋参领、委署护军参领、委署乌枪护军参领、委署前锋侍卫、下五旗包衣参领、五品典仪、三等护卫、守御所千总、河营协办守备、宣抚使司副使、安抚使司安抚使、招讨使司招讨使、副千户

#### 散官
- 奉直大夫、武德佐骑尉

## 朝鮮

### 朝鮮王朝

#### 文武官
- 都事、判官、县令

## 琉球

### 琉球國（第二尚氏）

#### 文武官
供直大夫，当座敷